# Ezra Pound
Ezra Weston Loomis Pound (Hailey, 30 de outubro de 1885 – Veneza, 1 de novembro de 1972) foi um poeta e crítico literário americano, que viveu a maior parte da vida na Europa. Foi um dos principais articuladores do modernismo e é considerado por muitos o poeta mais influente do século XX.
Com uma vida marcada pela Belle Époque, pela Geração Perdida e pela adesão ao fascismo durante a Segunda Guerra Mundial, envolveu-se diretamente com diversas vanguardas artísticas do início século, tendo criado e liderado o imagismo e o vorticismo, e promoveu diversos autores modernistas, como T. S. Eliot, James Joyce e Ernest Hemingway. A maior parte da sua atividade poética, no entanto, foi dedicada à composição de Os Cantos, um conjunto de 120 poemas épicos escritos ao longo de décadas e publicados em diversas edições separadas no decorrer da sua vida.
Foi também um importante divulgador da poesia da Ásia Oriental no Ocidente, um nome importante para o desenvolvimento da crítica literária, por meio de obras como o ABC da Literatura, e uma grande inspiração para diversos movimentos da poesia contemporânea como o concretismo e a geração beat.

## Biografia

### Início
Nascido em Hailey, no estado americano de Idaho, cresceu em Wyncote, perto de Filadélfia e formou-se na Universidade da Pensilvânia em 1906. Durante um breve período deu aulas em Crawfordsville, Indiana, e entre 1906-1907 viajou por Espanha, Itália e França. O seu primeiro livro de poemas, A Lume Spento, foi publicado em Veneza em 1908.

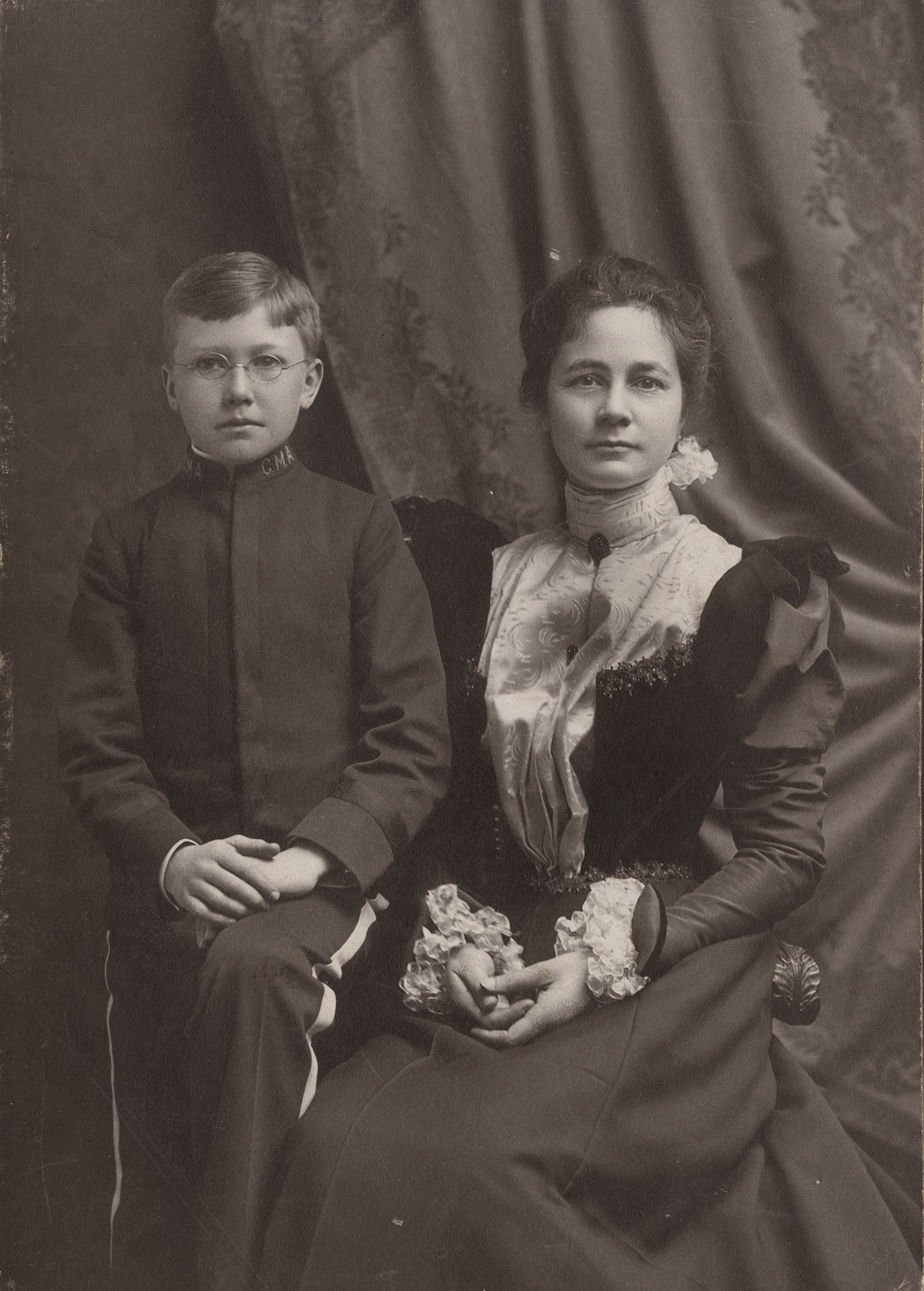
Em seu uniforme da Academia Militar de Cheltenham com sua mãe, 1898.

Chegando à Itália em 1908 com apenas 80 dólares, Pound gastou oito para ter seu primeiro livro de poemas, A Lume Spento, impresso em junho de 1908, em uma edição de 100 exemplares. Uma resenha não assinada publicada na edição de maio de 1909 do Book News Monthly observou: “Frases em francês e fragmentos de latim e grego pontuam sua poesia. ... Afeito à obscuridade, [Pound] parece adorar aquilo que é obscuro.” William Carlos Williams, poeta e colega de faculdade de Pound, escreveu-lhe uma carta criticando a amargura dos poemas; Pound objetou que as peças eram apresentações dramáticas, não expressões pessoais. Em 21 de outubro de 1909, Pound respondeu a Williams: "Parece-me que você também pode dizer que Shakespeare é dissoluto em suas peças porque Falstaff é ... ou que as peças têm uma tendência criminosa porque há assassinato nelas". Ele insistiu em fazer a distinção entre seus próprios sentimentos e ideias e aqueles apresentados nos poemas: “Eu percebo o personagem que estou interessado no momento em que ele me interessa, geralmente um momento de música, autoanálise ou compreensão repentina ou revelação.”, explicando que “o tipo de coisa que eu faço é a chamada letra dramática curta ”. Pound continuou a explorar as possibilidades da lírica dramática em sua obra, posteriormente expandindo a técnica para os estudos de personagens de Homenagem a Sexto Propertius (1934) e Hugh Selwyn Mauberley (1920), e das inúmeras figuras que povoaram os Os Cantos.
Pound carregava cópias de A Lume Spento para distribuir quando se mudou para Londres no final daquele ano; o livro convenceu Elkin Mathews, um livreiro e editor de Londres, para tirar próximos obras de Pound: A Quinzena para este Yule (1908) , exultações (1909), e Personae (1909). As resenhas desses livros foram geralmente favoráveis. A resenha publicada em The Critical Heritage foi a de que: Pound "é algo raro entre os poetas modernos; um estudioso", escreveu um revisor anônimo na edição de dezembro de 1909 do The Spectator, acrescentando que Pound tem "uma capacidade de realização poética notável.” O poeta britânico FS Flint escreveu em uma crítica de maio de 1909 na New Age: “não podemos ter dúvidas quanto à sua vitalidade e quanto à sua determinação de invadir o Parnaso.” Flint elogiou a “habilidade e arte, originalidade e imaginação” em Personae, embora várias outras críticas não assinadas apontassem dificuldades em entender os poemas de Pound.
Seu primeiro grande trabalho crítico, The Spirit of Romance (1910), foi, disse Pound, uma tentativa de examinar "certas forças, elementos ou qualidades que eram potentes na literatura medieval das línguas latinas e são, creio eu, ainda potentes na nossa". Os escritores que ele discutiu aparecem repetidamente em seus escritos posteriores: Dante, Cavalcanti e Villon, por exemplo. Pound contribuiu com dezenas de resenhas e artigos críticos para vários periódicos, como a New Age, o Egoist, a Little Review e a revista Poetry, onde articulou seus princípios estéticos e indicou suas preferências literárias, artísticas e musicais, oferecendo informações úteis para a interpretação de sua poesia. Em sua introdução aos Ensaios Literários de Ezra Pound, T.S. Eliot observou: “É necessário ler a poesia de Pound para entender sua crítica e ler sua crítica para entender sua poesia”. Sua crítica é importante por si só; como David Perkins apontou em A History of Modern Poetry, “Durante uma década crucial na história da literatura moderna, aproximadamente 1912-1922, Pound foi o mais influente e, de certa forma, o melhor crítico da poesia na Inglaterra ou na América”. Eliot afirmou em sua introdução a Pound's Literary Essays que a crítica literária de Pound era “a crítica contemporânea mais importante desse tipo. Ele forçou nossa atenção não apenas a autores individuais, mas a áreas inteiras da poesia, que nenhuma crítica futura pode se dar ao luxo de ignorar”.

### Imagismo e Vorticismo
Por volta de 1912, Pound ajudou a criar o movimento que chamou de Imagismo, que marcou o fim de seu estilo poético inicial. Em comentários registrados pela primeira vez na edição de março de 1913 da revista Poesia e posteriormente coletados em seus Ensaios Literários como A Retrospect, Pound explicou sua nova direção literária. O imagismo combinou a criação de uma “imagem” - o que ele definiu como “um complexo intelectual e emocional em um instante” ou uma “metáfora interpretativa” - com requisitos rigorosos para a escrita. Sobre esses requisitos, Pound foi conciso, mas insistente: “1) Tratamento direto da 'coisa' seja subjetiva ou objetiva 2) Não usar absolutamente nenhuma palavra que não contribuísse para a apresentação 3) Quanto ao ritmo: compor na sequência da frase musical, não na sequência de um metrônomo. ” Esses critérios significavam: 1) Observar e descrever cuidadosamente os fenômenos, sejam emoções, sensações ou entidades concretas, e evitar generalidades ou abstrações vagas. Pound queria "uma representação explícita, seja de natureza externa ou de emoção, ”E proclamou“ uma forte descrença na declaração abstrata e geral como um meio de transmitir o pensamento de alguém para os outros”. 2) Evitar a dicção poética a favor da língua falada e condensar os conteúdos, expressando-os da forma mais concisa e precisa possível. 3) Rejeitar as formas métricas convencionais em favor da cadência individualizada. Cada poema, declarou Pound, deve ter um ritmo “que corresponda exatamente à emoção ou tonalidade da emoção a ser expressa”.

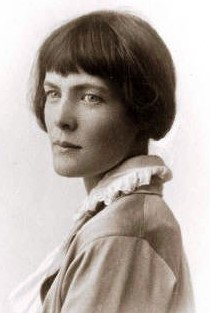
H.D. (Hilda Doolittle)

O grupo imagista original incluía apenas Pound, HD (Hilda Doolittle), Richard Aldington, FS Flint e, mais tarde, William Carlos Williams. A poetisa americana Amy Lowell também adotou o termo, contribuindo com um poema para a antologia Des Imagistes de 1914, editada por Pound. Nos anos seguintes, Lowell patrocinou suas próprias antologias que Pound pensava que não atendiam aos padrões do imagismo; desejando se dissociar do que ele chamava zombeteiramente de "Amigismo", ele mudou o termo "Imagem" para "Vórtice" e "Imagismo" para "Vorticismo". Escrevendo na Fortnightly Reviewde 1 de setembro de 1914, Pound expandiu sua definição da imagem: “um nó radiante ou aglomerado, é o que posso, e devo forçosamente chamar de VORTEX, do qual, através do qual e para o qual as ideias estão constantemente correndo”. Como um princípio estético muito mais abrangente, o vorticismo também se estendeu às artes visuais e à música, incluindo artistas como o inglês Wyndham Lewis e Henri Gaudier-Breska, um escultor francês.
As contribuições de Pound para a tradução e seu rápido desenvolvimento crítico e poético durante os anos Vorticistas são refletidas em Cathay (1915), traduções do chinês. Em uma revisão de junho de 1915 no Outlook, reimpressa em The Critical Heritage, Ford Madox Ford declarou-o “o melhor trabalho que já fez”; os poemas, de "uma beleza suprema", revelaram o "poder de Pound de expressar emoções ... intacta e exata". Sinologistas criticaram Pound pelas imprecisões das traduções; Wi-lim Yip, em seu Ezra Pound's Cathay, admitiu: “É fácil excomungar Pound da Cidade Proibida dos estudos chineses”; no entanto, ele acreditava que Pound transmitia "as preocupações centrais do autor original" e que nenhuma outra tradução "assumiu uma posição tão interessante e única como Cathay na história das traduções inglesas da poesia chinesa". Em The Pound Era, Kenner apontou que Cathay era tanto uma interpretação quanto uma tradução; os “poemas parafraseiam uma poesia de guerra elegíaca. … Entre as mais duradouras de todas as respostas poéticas à Primeira Guerra Mundial” Talvez a avaliação mais clara da realização de Pound tenha sido feita na época por TS Eliot em sua introdução aos Poemas selecionados de Pound; ele chamou Pound de “o inventor da poesia chinesa para o nosso tempo” e previu que Cathay seria chamado de “magnífico espécime da poesia do século XX” em vez de uma tradução.
Hugh Selwyn Mauberley (1920) serviu como o "adeus a Londres" de Pound e mostrou, de acordo com Alexander, "quão profundamente Pound desejava reivindicar para a poesia áreas que a tradição lírica perdeu para o romance no século XIX - áreas da vida social, pública e cultural." O poema, portanto, aponta para a obra que ocuparia Pound pelo resto de sua vida: Os Cantos.

### Constante ajuda a outros escritores
Outra faceta importante da atividade literária de Pound foi sua promoção incansável de outros escritores e artistas. Ele persuadiu Harriet Monroe a publicar "A Canção de Amor de J. Alfred Prufrock", de TS Eliot, classificando-o em uma carta de 1914 a Monroe de "o melhor poema que já ouvi ou vi de um americano". Em 1921, ele editou The Waste Land, de Eliot (publicado em 1922), possivelmente o poema mais importante da era modernista. Em uma circular (reimpressa nas Cartas de Pound) para Bel Esprit, Pound descreveu a sequência poética do poema de Eliot como "possivelmente o melhor que o movimento moderno em inglês já produziu. ” Eliot, por sua vez, dedicou o poema a “Ezra Pound, il miglior fabbro” (o melhor artesão), e em sua introdução a Pound's Selected Poems (1928) declarou: “Sinceramente, considero Ezra Pound o poeta vivo mais importante da língua inglesa.”

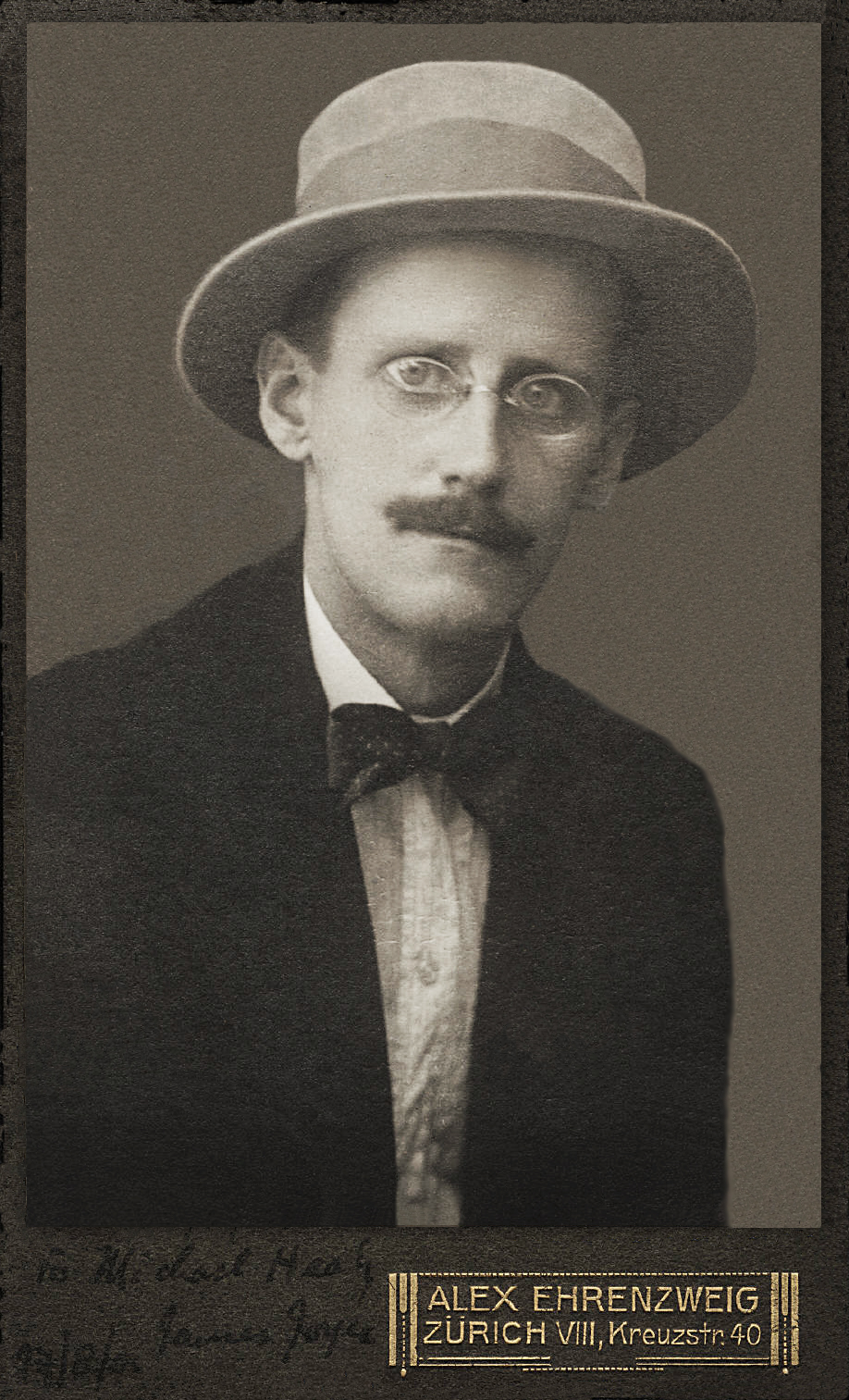
James Joyce foi um dos vários artistas ajudados por Pound.

Pound também foi um dos primeiros a apoiar o romancista irlandês James Joyce, organizando a publicação de várias das histórias em Dublinenses (1914) e Retrato do Artista quando Jovem (1916) em revistas literárias antes de serem publicadas em livro. Forrest Read, em sua introdução a Pound / Joyce: The Letters of Ezra Pound para James Joyce, relatou que Pound descreveu Joyce para o Royal Literary Fund como "sem exceção, o melhor dos escritores de prosa mais jovens". Read declarou que Pound "imprimiu Joyce" e "em momentos críticos, Pound conseguiu angariar apoio financeiro de fontes variadas como o Royal Literary Fund, a Society of Authors, o Parlamento Britânico e o advogado de Nova York John Quinn para ajudar Joyce a continuar escrevendo.” Richard Sieburth em Istigatios: Ezra Pound e Remy de Gourment observou: "Sempre preocupado com o estado de saúde, finanças e obra-prima em andamento de Joyce, Pound o convenceu a deixar Trieste e ir para Paris, colocando assim em movimento uma das principais forças que tornariam Paris o ímã do modernismo sobre a próxima década. Quando Joyce e sua família chegaram a Paris em julho, Pound estava lá para ajudá-los a se estabelecer: ele providenciou hospedagem e empréstimos ... e apresentou Joyce ... à futura editora de Ulysses (1922), Sylvia Beach”.
Outros escritores que Pound elogiou enquanto ainda eram relativamente desconhecidos incluem D. H. Lawrence , Robert Frost, HD e Ernest Hemingway. Em sua Life of Ezra Pound, Noel Stock lembrou que, em 1925, a primeira edição de This Quarter foi dedicado a “Ezra Pound que, por seu trabalho criativo, sua editora de várias revistas, sua amizade útil para jovens e desconhecidos ... vem primeiro à nossa mente como merecedor da gratidão desta geração.” Entre as homenagens a Pound estava uma declaração de apreço de Ernest Hemingway: “Temos Pound, o grande poeta, que dedica, digamos, um quinto de seu tempo à poesia. Com o resto de seu tempo, ele tenta fazer avançar a fortuna, tanto material quanto artística, de seus amigos. Ele os defende quando são atacados, coloca-os em revistas e sai da prisão. Ele lhes empresta dinheiro. Ele vende suas fotos. (…) Ele os adianta com as despesas hospitalares e os dissuade do suicídio. E no final, alguns deles se abstêm de esfaqueá-lo na primeira oportunidade.”

### Os Cantos
Quando Pound deixou Londres para ir a Paris em dezembro de 1920, ele já havia realizado o suficiente para assegurar a si mesmo um lugar de primeira importância na literatura do século XX. No entanto, sua obra mais ambiciosa, Os Cantos, mal havia começado. E por um tempo, parecia que seu longo poema estava paralisado. Ele escreveu para Joyce em 1917: "Comecei um poema sem fim, de nenhuma categoria conhecida ... tudo sobre tudo." Seus primeiros três cantos originais tinham sido publicados em Poesia (1917) e seu Quarto Canto em 1919. Cantos V, VI e VII apareceram no Dial (1921) e O Oitavo Canto apareceu em 1922, mas exceto para edições limitadas, nenhum novo poema apareceu em forma de livro para a próxima década. Um esboço de XVI. Cantos (1925) em uma edição de apenas 90 cópias saiu em Paris, e A Draft of XXX Cantos em 1930; mas as edições comerciais dos primeiros 30 Cantos não foram publicadas em Londres e Nova York até 1933.
A importância do empreendimento de Pound foi reconhecida cedo. Em uma crítica de 1931 para Hound and Horn, reimpressa em The Critical Heritage, Dudley Fitts chamou os Cantos de "sem dúvida, a concepção poética mais ambiciosa de nossos dias". Três décadas depois, em "Os Cantos na Inglaterra", Donald Hall concluiu, "Pound é um grande poeta e os Cantos são sua obra-prima". O longo poema, porém, apresentava inúmeras dificuldades aos leitores. Quando um esboço de XVI. Cantos apareceu, lamentou William Carlos Williams em uma edição de 1927 da New York Evening Post Literary Review, “Pound procurou comunicar sua poesia para nós e falhou. É uma tragédia, pois ele é o nosso melhor poeta ”. O próprio Pound se preocupou: “Temo que todo o maldito poema esteja um tanto obscuro, especialmente em fragmentos”, ele escreveu ao pai em abril de 1927. Com unidades fragmentárias de informações organizadas de maneiras desconhecidas, os Cantos confundiram os críticos. Fitts resumiu duas queixas comuns: “A primeira delas é que o poema é incompreensível, uma perversa mistificação; o segundo que é estrutural e melodicamente amorfo, não um poema, mas um caos macarrônico. ” E George Kearns em seu Guide to Ezra Pound's Selected Cantos alertou que "uma compreensão básica do poema requer um grande investimento de tempo", pois se "alguém quiser ler até mesmo um único canto, deve reunir informações de muitas fontes". O primeiro tratamento crítico importante do trabalho de Pound, The Poetry of Ezra Pound (1951) de Kenner abriu o caminho para outra atenção acadêmica séria, e a intensa atividade crítica produziu uma série de textos explicativos projetados para ajudar os leitores a compreender e avaliar os Cantos.

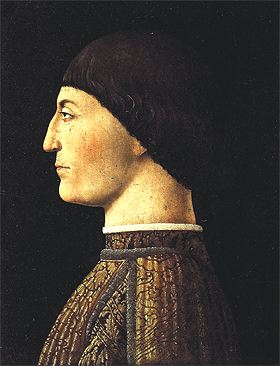
Sigismondo Pandolfo Malatesta "construiu um templo tão cheio de obras pagãs" (Canto XI). Retrato de Piero della Francesca.

Restabelecendo uma tradição poética traçada a partir da Odisséia de Homero e da Divina Comédia de Dante, os Cantos são um épico moderno. Em seu ensaio de 1934 “Date Line” (em Literary Essays of Ezra Pound), Pound definiu um épico como "um poema contendo história". Ele declarou ainda, em Uma Introdução à Natureza Econômica dos Estados Unidos (1944), que por 40 anos “Eu me ensinei a não escrever uma história econômica dos Estados Unidos ou de qualquer outro país, mas para escrever um poema épico que começa 'Na Floresta Negra', atravessa o Purgatório do erro humano e termina na luz e fra i maestri di color che sanno [entre os mestres daqueles que sabem]. ” Bernstein explicou que o conceito de Pound de um épico determinava muitas das características dos Cantos: “a principal emoção despertada por um épico deve ser a admiração por alguma conquista notável”, em vez de “a pena e o medo despertados pela tragédia”. Assim, Os cantos estão repletos de figuras que Pound considera heroicas. Personagens históricos como o soldado do século 15 e patrono das artes Sigismundo Pandolfo Malatesta, o jurista elisabetano Edward Coke, Elizabeth I, John Adams e Thomas Jefferson falam através de fragmentos de seus próprios escritos. Incorporando os ideais de liberdade pessoal, coragem e pensamento independente, eles representaram para Pound figuras heroicas cujas políticas públicas levaram a um governo esclarecido. Pound pesquisou através do passado histórico e mítico, bem como do mundo moderno, para encontrar aqueles que encarnavam os ideais confucionistas de “sinceridade” e “retidão” em contraste com aqueles que por meio da ganância, ignorância e malevolência trabalharam contra o bem comum.
Um épico também abrange todo o mundo conhecido e seu aprendizado; é “o conto da tribo”. Assim, o Os cantos foram concebidos para dramatizar a aquisição gradual de conhecimento cultural. O poema de Pound segue outras convenções epopeicas, como começar em medias res (no meio) e incluir seres sobrenaturais na forma de deusas clássicas. A estrutura é episódica e polifônica, mas a forma é redefinida para se adequar ao mundo moderno. Christine Froula em Um guia para os poemas selecionados de Ezra Pound sugeriu que o poema de Pound, “em sua inclusão de fragmentos de muitas culturas e muitas línguas, suas múltiplas linhas históricas, suas perspectivas antropológicas, permanece uma imagem poderosa e frequentemente comovente expressiva do mundo moderno. Isso marca o fim da velha ideia da tribo como um grupo que participa e compartilha uma cultura única e fechada, e a redefine como a comunidade humana em toda a sua diversidade complexa. ” Os Cantos são, portanto, "verdadeiramente expressivos de nossa percepção e experiência em perpétuo desdobramento".
Em agosto de 1933, Pound, morando na Itália e trabalhando em seus Cantos, recebeu uma carta de um jovem estudante de Harvard. O estudante, James Laughlin, foi visitar o poeta em Rapallo, gerando uma correspondência que abrangeria o resto da vida do poeta e a ascensão de Laughlin a fundador da New Directions Press, a editora americana de Pound. Parcialmente coletado em 1994 como Ezra Pound and James Laughlin: Selected Letters, a correspondência escrita entre esses dois amigos era vasta, totalizando mais de 2 700 itens. Algumas foram escritas de Rapallo, onde o poeta lutou com sua musa, enquanto outras foram escritas durante o mandato de Pound em Santa Isabel, conforme sua batalha se tornava mais interna; proibida a maior parte da correspondência como um dos termos de sua punição, as cartas de Pound para Laughlin eram contrabandeadas na bolsa de sua esposa nos dias de suas visitas. Por meio das cartas, observa Rockwell Gray no Chicago Tribune, “Pound nos lembra o quanto a linguagem compartilha com a música. … Sob a superfície vistosa, porém, o extropoético Pound revela uma preocupação por demais humana com a vaidade ferida por questões de publicação, remuneração e reputação. Em tudo isso corre uma sensação de alienação de uma terra natal que ele precisava chicotear, presumivelmente para seu próprio bem. Esses temas - junto com a cansativa cruzada de Pound contra a usura e o capitalismo moderno - atormentaram sua mente talentosa”. As cartas energéticas e imaginativas de Pound podem ser vistas como cantos ainda não refinados em si mesmas: "Na verdade", observa Donald E. Herdeck na Bloomsbury Review,“Os Cantos são as cartas de Ezra L. Pound para todos nós - o discurso retórico, a teimosia, o cerne e o humor dos Cantos estão aqui, como primeiros rascunhos ou ondas cada vez maiores da vida que se tornou os Cantos.” Por meio de sua vasta produção de trabalho criativo: poesia, tradução, editoras, prosa, cartas, Pound atendeu ao requisito de um poeta que ele havia estabelecido para si mesmo em sua Prosa Selecionada, 1909-1965: “O essencial sobre um poeta é que ele construa-nos o seu mundo”.

### Adesão ao fascismo e prisão

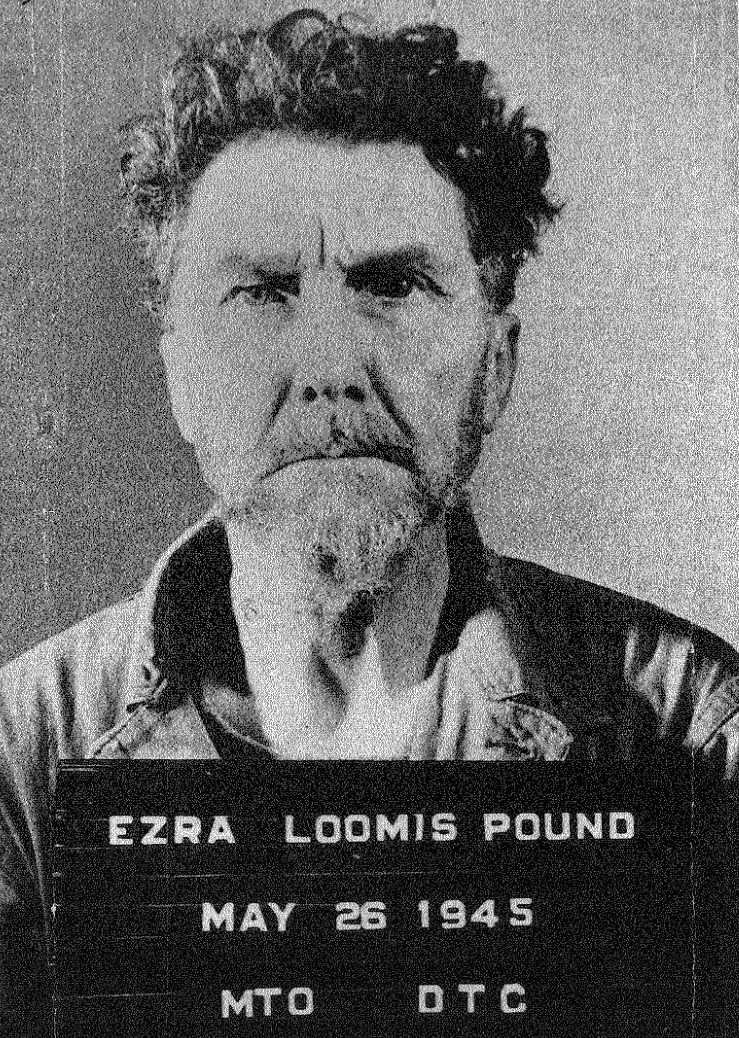
Mugshot de Ezra Pound logo após sua transferência para o exército dos EUA (tirado em 26 de maio de 1945)

Admirador de Mussolini, ele viveu na Itália fascista no início de 1925. Quando a Segunda Guerra Mundial estourou, Pound permaneceu na Itália, mantendo sua cidadania americana e transmitindo uma série de polêmicos comentários de rádio. Esses comentários frequentemente atacavam Roosevelt e os banqueiros judeus que Pound considerava responsáveis pela guerra. O governo dos Estados Unidos considerou as transmissões traiçoeiras em 3 de maio de 1945, Pound foi capturado por guerrilheiros italianos e entregue aos militares dos EUA, que o detiveram por algumas semanas em Gênova e o transferiram para um campo de prisioneiros do exército dos EUA em Coltano, perto de Pisa (ele foi então transferido para outro subcampo, ou, de acordo com outros, ele foi preso diretamente em um campo próximo, não em Coltano, mas na Arena Metato ou Metato em San Giuliano Terme). Devido às suas posturas durante o conflito mundial, Pound foi acusado de colaboracionismo e traição, crimes passíveis de pena de morte ou prisão perpétua.
Em 8 de maio, o dia em que a rendição da Alemanha ocorrida no dia anterior foi anunciada, Pound disse a um repórter americano, Ed Johnston, que Hitler (que havia se suicidado em seu bunker em 30 de abril), era uma boa pessoa, "uma Joana de Arc", que "não lutava por nenhum ganho pessoal." complementou que acreditava que ele [Hitler] "foi atraído para o antissemitismo. E isso arruinou tudo". Já Mussolini. Pound definiu como "um personagem imperfeito que perdeu a cabeça".
Pound passou alguns meses detido no campo, incluindo três semanas em uma gaiola de aço de 1,8 x 1,8 metros, uma cela de segurança sem banheiro e abrigo do frio e do calor (a "gaiola do gorila", disse ele); essas celas foram chamadas pelos prisioneiros de "celas da morte"; consistiam em uma série de gaiolas de aço externas em uma fileira de seis metros, iluminadas à noite por holofotes; os engenheiros reforçaram sua gaiola com aço mais pesado e arame farpado, temendo que os fascistas tentassem libertá-lo.
Pound passou três semanas em confinamento solitário no calor, dormindo no concreto, sem exercícios e sem comunicação, exceto conversas com o capelão. Devido à provável insolação, somada ao isolamento psicossocial, estresse e privação de sono, Pound começou a ter um colapso mental depois de duas semanas e meia preso. Richard Sieburth escreveu que Pound registrou essa experiência no Canto LXXX, onde Odisseu é salvo do afogamento por Leucothea: "Eu nadei em um mar de faixas aéreas / por um período de eras, / quando a jangada quebrou e as águas caíram sobre mim." A equipe médica decidiu transferi-lo na semana seguinte. Nos dias 14 e 15 de junho, ele foi examinado por psiquiatras, sendo que um deles encontrou sintomas de um grave colapso psicofísico.
Pound recebeu uma tenda na enfermaria do campo e pode ler, escrever à mão durante o dia e usar a máquina de escrever à noite. Incansável, passou os meses de Pisan compondo os quatorze Cantos Pisan (de 71 a 84; o 74º é particularmente famoso, nos quais relembra a morte de Mussolini e de sua amante Clara Petacci com linguagem mitológica e simbólica, com a exposição do na Praça de Loreto, descrevendo o fim do "Duce" com a famosa frase "um estrondo, não um lamento"), e passou a traduzir Confúcio, mais uma vez. A existência de algumas folhas de papel higiênico mostrando o início do Canto LXXIV sugere que ele começou a escrevê-lo ainda na gaiola de segurança.
No final de novembro de 1945, ele foi levado a Washington para julgamento. Na sequência de um relatório psiquiátrico, que o declarou doente mental, com um diagnóstico controverso de "esquizofrenia do tipo paranoide com quadro de depressão", o julgamento foi adiado indefinidamente, e Pound foi internado no hospital psiquiátrico St. Elizabeths em Washington por cerca de 12 anos. O Historiador Stanley Kutlerele teve acesso na década de 1980 aos arquivos da inteligência militar e outros documentos do governo, incluindo seus registros hospitalares, e escreveu que os psiquiatras acreditavam que Pound tinha uma transtorno de personalidade narcisista (caracterizada por sentimentos exagerados de autoimportância, uma necessidade excessiva de admiração), mas que o consideravam essencialmente são. Kutler acredita que Winfred Overholser, superintendente do hospital, protegeu Pound do sistema de justiça criminal pois estava fascinado pelo poeta, fato que contribuiu para o falso diagnóstico de doença mental para salvá-lo do julgamento.

### Últimos anos e influência
Após sua libertação do St. Elizabeth em 1958, Pound voltou para a Itália, onde viveu tranquilamente pelo resto de sua vida. Em 1969 apareceram rascunhos e fragmentos de Cantos CX-CXVII , incluindo as linhas desesperadoras: “Meus erros e destroços mentem sobre mim / ... não consigo fazer com que seja coerente”. Falando com Donald Hall, Pound descreveu seus Cantos como uma “falha crítica. (…) Eu escolhi isso e aquilo que me interessava, e depois coloquei tudo em uma bolsa. Mas não é assim que se faz uma obra de arte”. O poeta Allen Ginsberg relatou em Allen Verbatim: Lectures on Poetry, Politics, Consciousness que Pound tinha “sentido que os Cantos eram 'estupidez e ignorância o tempo todo', e foram um fracasso e uma 'bagunça'”. Ginsberg respondeu que os Cantos “eram uma representação precisa de sua mente e, portanto, não podiam ser pensados de em termos de sucesso ou fracasso, mas apenas em termos da realidade de sua representação, e desde que pela primeira vez um ser humano tomou todo o mundo espiritual do pensamento por 50 anos e seguiu os pensamentos até o fim - então que ele construiu um modelo de sua consciência ao longo de um período de 50 anos - que eles foram uma grande conquista humana”.
Pound morreu em novembro de 1972; ele foi enterrado em sua amada Itália, no cemitério da Ilha de São Miguel, em Veneza. Após sua morte, o exame de suas obras continuou se expandindo. Vários trabalhos de bolsa primária foram lançados, incluindo várias coleções de cartas que traçam a carreira de Pound e a evolução de suas realizações poéticas. No brasil, Pound exerceu especial influência no poeta cearense Gerardo Mello Mourão, já na década de 60.

## Obras

### Em Português
- Lustra, 2019, Demônio Negro (Tradução: Dirceu Villa)
- Poesia, 1993, UNB, (Tradução: Haroldo de Campos, Augusto de Campos, Décio Pignatari e Mário Faustino)
- Os Cantos, 2015, Cultura, (Tradução: José Lino Grünewald)
- Os Cantos, 2006, Nova Fronteira, (Tradução: José Lino Grünewald)
- Abc da Literatura, 2014, Cultrix, (Tradução: Haroldo de Campos, Augusto de Campos, Décio Pignatari)
- Do Caos à Ordem Visões da Sociedade dos Cantares de Ezra Pound, 1983, Assírio & Alvim
- Arte Da Poesia, Cultrix
- Camões, 2005, Editora Fenda